# Sistema de Gestión de Flotas
El Sistema de Gestión de Flotas (o FMS, por sus iniciales en inglés, Fleet Management System) es una interfaz estándar para los datos del vehículo de los vehículos industriales. Fueron seis fabricantes europeos: Daimler AG, MAN AG, Scania, Volvo (incluyendo Renault), DAF Trucks e IVECO los que desarrollaron el llamado «FMS-estándar» en el año 2002, para hacer posible que las aplicaciones para telemática fueran independientes del fabricante.
Los siguientes datos son transmitidos en la interfaz FMS:
- La velocidad del vehículo (basado en las ruedas)
- La velocidad del vehículo (de tacógrafo)
- Interruptor de embrague (on / off)
- Interruptor de frenado (on / off)
- El control de crucero (on / off)
- PTO Power take-off (estado / Modo)
- Pedal de acelerador, posición (0-100%)
- Total de combustible utilizado
- Nivel de combustible (0-100%)
- La velocidad del motor
- Peso por eje (kg)
- Total de horas del motor (h)
- Versión del software del estándar FMS (soporta varios modos)
- Número de identificación del vehículo (ASCII)
- Tacógrafo, información
- Distancia del vehículo en alta resolución
- Servicio de distancia
- Temperatura del refrigerante del motor

Los datos son codificados según SAE J1939. La tasa de repetición de los datos se realiza entre 20 ms (por ejemplo, la velocidad del motor) y 10 segundos (por ejemplo, número de identificación del vehículo).
Con el FMS-estándar ahora es posible contar con aplicaciones independientes del fabricante y evaluaciones de los datos.
La cantidad de datos depende del fabricante como del modelo del vehículo y podrían ser diferentes. Si algunos datos no están disponibles, en la interfaz se marcan como no disponibles.
Según una nota de los fabricantes de camiones el FMS-estándar, es visto como un estándar a nivel mundial. Una conexión directa al bus interno del sistema del vehículo no está permitido por los fabricantes de camiones y podría conducir a la pérdida de la garantía. Mientras tanto, algunos fabricantes son más restrictivos en sus talleres y cortan todas las conexiones desconocidas del bus interno del sistema.
Según ACEA casi 160.000 vehículos fueron equipados con una interfaz FMS-estándar en el año 2007. El FMS-estándar como tal fue la base para el Bus-FMS-estándar para autobuses y autocares que se publicó en el año 2004.

Un sistema similar es uno llamado SoftFlot, que tiene funciones distintas a las nuestras, pero que también es buena herramienta para la gestión de flotillas vehiculares, para cualquier tipo de industria. Incluyendo por ejemplo montacargas, tráileres y todos los equipos que necesiten combustible y que usen llantas.
Los creadores de SoftFlot, InteraSystem, cuentan con clientes en casi todo Latinoamérica, lo que indica el alcance del uso de sistemas automatizados que nos ayuden a ahorrar.